# Ostthüringer Arbeiterzeitung
Die Ostthüringer Arbeiter-Zeitung erschien zum ersten Mal am 1. April 1924 als Ausgründung des Gothaer Volksblattes und wurde am Anfang in Erfurt verlegt.
Sie war das Organ der Kommunistischen Partei Deutschlands für die Kreise Gera, Greiz und Schleiz. Sie erschien an sechs Tagen in der Woche.
Eine Ausgabe im Jahr 1924 wurde beschlagnahmt, im Jahr 1925 durften zwei Ausgaben wegen eines Verbotes nicht erscheinen.
Im Jahr 1930 ging die Ostthüringer Arbeiter-Zeitung in der Schwesterzeitung Thüringer Volksblatt auf.

## Mitarbeiter und Redakteure
Von 1924 bis 1925 war Rudolf Scheffel Geschäftsleiter der Zeitung.
Fritz Gäbler und Willy Gephard waren Redakteure des Blattes und wurden in dieser Funktion der Vorbereitung des Hochverrates in der Weimarer Republik angeklagt.